# Örslösa distrikt
Örslösa distrikt är ett distrikt i Lidköpings kommun och Västra Götalands län. 
Distriktet ligger vid Vänern, väster om Lidköping. 

## Tidigare administrativ tillhörighet
Distriktet inrättades 2016 och utgörs av en del av området som Lidköpings stad omfattade fram till 1971, delen som före 1969 utgjorde Örslösa socken.
Området motsvarar den omfattning Örslösa församling hade vid årsskiftet 1999/2000.